# Dobolț, Satu Mare
Dobolț este un sat în comuna Halmeu din județul Satu Mare, Transilvania, România.

 Acest articol despre o localitate din județul Satu Mare este deocamdată un ciot. Puteți ajuta Wikipedia prin completarea lui.